# Brodsko-posávská župa
Brodsko-posávská župa (chorvatsky Brodsko-posavska županija) je jedna z chorvatských žup. Leží v chorvatské části Slavonie, má podlouhlý tvar a jejím hlavním městem je Slavonski Brod.

## Charakter župy
Župa hraničí na jihu s Bosnou a Hercegovinou, její entitou Republikou srbskou, v Chorvatsku pak s župami Sisačko-moslavinskou na západě, Osijecko-baranjskouna severovýchodě, Požežsko-slavonskouna severu a Vukovarsko-sremskouna východě. Svůj název získala jak podle hlavního města, Slavonského Brodu, tak podle řeky Sávy, která tvoří její jižní hranici a zároveň i státní hranici mezi Chorvatskem a Bosnou a Hercegovinou. Její území je nížinné, okolo Sávy se nacházejí také lužní lesy, u severní hranice pak malá pahorkatina, dosahující výšky nejvýše 500 m. Obyvatelé jsou Chorvati, před jugoslávskou válkou a rozpadem Jugoslávie tu ale žili i Srbové; díky nim tu tak zůstalo stále mnoho opuštěných domů. Infrastruktura oblasti je pořád ještě poničená z dob ozbrojených střetů, přesto díky mezinárodní pomoci se situace v mnohém zlepšila. Rovnoběžně s řekou Sávou, městem Slavonski Brod prochází dálnice z Bělehradu do Záhřebu a stejným směrem vede i železniční trať.
Území Brodsko-posávské župy lze rozdělit na tři celky:
- brdsko – území nejvíce na severu, oblast vrchoviny s nejvyšším bodem v pohoří Psunj – Brezovo polje (984m) (průměrná nadmořská výška župy je 90m)
- ravničarsko – zaujímá největší část župy, je to střední část ležící v Slavonské nížině
- nizinsko – část,která leží přímo u Sávy, je typická sítí kanálů ochraňujících ji před záplavami

## Obyvatelstvo
Počet obyvatel byl v roce 2021 130 267 a průměrná hustota obyvatel je 64 na km².
Ve městech žije 79 004 obyv. (45,67%), na vesnicích žije 93 989 obyvatel (54,33%). Chorvati tvoří většinu s 95,0 % populace, následováni Srby s 2,6 %.

### Města
V župě se nacházejí pouze dvě města, tudíž je to (kromě župy města Záhřeb) župa s nejmenším počtem měst v Chorvatsku.
- Slavonski Brod (hlavní)
- Nova Gradiška